# 帝啄木鳥
帝啄木鳥（學名：Campephilus imperialis）是鴷形目啄木鳥科中的一種，也是所有啄木鳥中體形最大的一種，體長可達60cm。與象牙喙啄木鳥是近親，中文俗名中的白嘴啄木鳥有時會造成混淆。
其种加词“imperialis”意为“帝王的”。

## 分布
帝啄木鸟曾一度廣泛分佈於整個墨西哥，直至1950年，仍有為數不少的個體分佈在西馬德雷山脈（Sierra Madre Occidental）附近，包括索諾拉州西部及奇瓦瓦州，而至哈利斯科州南部及米卻肯州等地。

## 描述
雄性帝啄木鳥有鮮艷的紅色羽冠，雌性則為黑色。兩性的羽色主要為黑色和白色，內側初級飛羽尖端为白色，次級飛羽全白，肩部上的肩羽亦為白色，並延伸至颈后。鳥喙為象牙白色。

## 习性
帝啄木鸟生活在海拔1920至3050米的山區森林內，在海拔1600多米的山區也有紀錄。常在杜蘭戈松、墨西哥白松、火炬松及蒙特苏马松等混合針葉林內生活。主要以死去的老松樹樹幹內的昆蟲幼蟲作食。一對帝啄木鳥夫妻需要至少26平方公里的广阔林地才能繁殖後代。非繁殖季節時帝啄木鸟會視乎食物的情況而選擇單獨行動，或結為最多12只個體的小組集體覓食(Lammertink et al, 1996)。

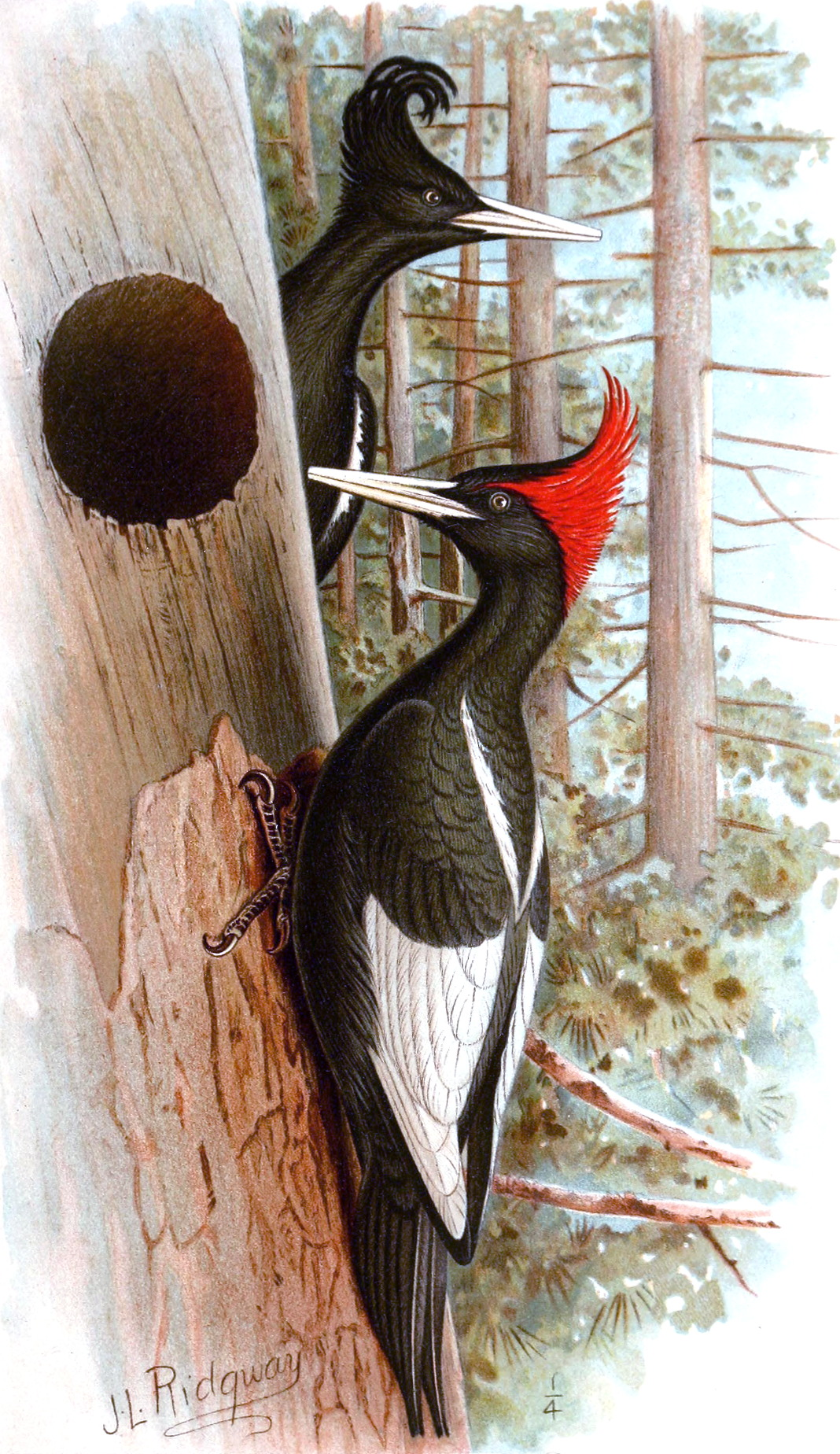
帝啄木鳥的繪圖，前方長有紅冠的為雄性，後方黑冠者為雌性

## 保護現狀
目前帝啄木鳥在IUCN紅色名錄內列為極危物種（「可能滅絕」），表示此物種除了極度瀕危外，實際上已沒有確切的証據証明此鳥仍然存活。對上一次可靠的紀錄已是在1956年，杜蘭戈州內有觀察紀錄。此後分別在1965年、1993年、1995年及1996年等斷斷續續出現當地的觀察紀錄，但每當研究人員根據情報而在發現地點進行詳細搜索時，卻都空手而回。學者们虽然相信仍可能有個體存活，但其極少的數目及支離破碎的生境已不足以支撐這個物種繼續存活。
造成此鳥數目急劇下降的原因包括其棲息地被開發破壞，由於此啄木鳥依賴年老的松樹，而且需要較大的生活面積，因此森林砍伐等開發活動對牠們造成的影响相當致命。此外當地的塔拉烏馬拉人（Tarahumara）視帝啄木鳥為民間藥材，幼鳥被視為美食等原因也導致過度捕獵的出現。有研究指也有不少人只為了近距離觀賞這種美麗的鳥類而將牠們射殺（Lammertink et al, 1996）。
Lammertink et al.根據1956年後的多次觀察報告推斷此鳥在1990年代仍然存活，主要分佈在其歷史上曾出現的分布区的中部，在這段期間沒有可靠的紀錄并缺乏有關的研究數據；在1990年代以後，由於種群數已出现災難性的減少，虽然其近親象牙喙啄木鳥能於2005年再現人世，但半個世紀後的今天要找到此鳥已幾近渺茫。
目前全球有約120具帝啄木鳥的博物館標本，但只留下了于1965年于墨西哥的杜兰戈，由William L. Rhein记录到的极其珍贵的四段纪录片，却没留下任何照片。

## 外部連結
- 國際鳥盟介紹 （页面存档备份，存于）
- 帝啄木鳥的三維圖像，需QuickTime外插軟件

1. ↑  . The IUCN Red List of Threatened Species 2016.   [22 January 2018].